# Paulus Arajuuri
Paulus Arajuuri (* 15. Juni 1988 in Helsinki) ist ein finnischer ehemaliger Fußballnationalspieler.

## Karriere

### Vereine
Paulus Arajuuri spielte in seiner Jugend bei zahlreichen Vereinen in Finnland. In seinem letzten Jahr als Jugendspieler war er für den FC Espoo, dessen 1. Mannschaft zu diesem Zeitpunkt in der drittklassigen Kakkonen spielte, aktiv. Im Jahr darauf schloss er sich dem Stadtrivalen FC Honka Espoo an, für den er in der Veikkausliiga-Saison 2006 das Profidebüt feierte. Bereits eine Saison später stand Arajuuri beim Zweitligisten Klubi 04, der dem finnischen Rekordmeister HJK Helsinki als Reserve- und Nachwuchsmannschaft dient, unter Vertrag. Von 2008 bis 2009 spielte er beim IFK Mariehamn von der Insel Åland. In zwei Spielzeiten kam er auf insgesamt 45 Ligaspiele und erzielte dabei drei Treffer, allein zwei davon beim 4:2-Heimsieg über den FC KTP Kotka im Mai 2008. Im September 2009 unterschrieb Arajuuri einen Vierjahresvertrag beim Kalmar FF, der ab der Spielzeit 2010 Gültigkeit hatte. Im Januar 2014 wechselte er ablösefrei zum polnischen Erstligisten Lech Posen, nachdem der auslaufende Vertrag in Kalmar nicht verlängert wurde. Zum ersten Einsatz für den neuen Verein, der mit Kasper Hämäläinen bereits einen weiteren Finnen im Kader hatte, kam Arajuuri im April 2014 gegen Jagiellonia Białystok. Mit Posen wurde Arajuuri in der Saison 2014/15 polnischer Meister. Im Januar 2017 wechselt er zu Brøndby IF nach Dänemark und wurde hier 2018 Pokalsieger. Im Sommer 2019 folgte dann der Wechsel zu Paphos FC nach Zypern. Nach zwei Spielzeiten wechselte er zum Ligakonkurrenten Anorthosis Famagusta. Im Sommer 2022 kehrte Arajuuri nach Finnland zurück und schloss sich dem HJK Helsinki an, bei dem er bis zum Ende der Saison jedoch nur in zwei Ligaspielen zum Einsatz kam. Mit der Mannschaft gewann er die finnische Meisterschaft. Vor Beginn der anschließenden Spielzeit wechselte er Anfang 2023 zum Zweitligisten Helsingfors IFK.

### Nationalmannschaft
Paulus Arajuuri kam in den Jahren 2008 bis 2010 in zwölf Spielen der Finnischen U-21 zum Einsatz. Im Januar 2010 debütierte der Innenverteidiger für die Finnische Fußballnationalmannschaft im Spiel gegen Südkorea das im spanischen Málaga ausgetragen wurde. Mit der Auswahlmannschaft nahm Arajuuri am Baltic Cup 2012 in Estland teil; im Finale unterlag er mit dieser im entscheidenden Elfmeterschießen gegen Lettland.
In der Qualifikation für die WM 2014 wurde er in sieben von acht Spielen eingesetzt, verpasste mit seiner Mannschaft aber hinter Weltmeister Spanien und Frankreich als Dritter die Endrunde. Sein erstes Länderspieltor erzielte er beim 1:1-Unentschieden gegen Nordirland am 11. Oktober 2015 während der ebenfalls misslungenen Qualifikation für die EM 2016, bei der er fünf Einsätze hatte. Die Qualifikation für die WM 2018, bei der er in neun von zehn Spielen jeweils die volle Zeit mitspielte und zwei Tore erzielte, beendeten die Finnen auf dem fünften Platz. In der erstmals ausgetragenen UEFA Nations League 2018/19 verpasste er keine Minute und konnte mit der Mannschaft von Liga C in Liga B aufsteigen. Noch besser lief es dann in der Qualifikation für die EM 2021, in der er achtmal eingesetzt wurde. Hinter Italien belegten die Finnen den zweiten Platz und konnten sich damit erstmals für ein großes Turnier qualifizieren. In der UEFA Nations League 2020/21 wurde er in vier von sechs Spielen eingesetzt und konnte dazu beitragen die Liga zu halten.
Für die Europameisterschaft 2021 wurde er in den finnischen Kader berufen, nahm an allen drei Endrundenspielen der Mannschaft teil und war Kapitän im zweiten Gruppenspiel. Nach einem Auftaktsieg gegen Dänemark, der von dem Zusammenbruch des Dänen Christian Eriksen überschattet wurde, verloren die Finnen gegen Russland und Belgien und schieden als zweitschlechtester Gruppendritter aus.

## Erfolge
- Finnischer Meister: 2022
- Polnischer Meister: 2015
- Polnischer Supercup-Gewinner: 2015/2016, 2016/2017 (jeweils ohne Einsatz)
- Dänischer Pokalsieger: 2018